# Lạm phát hoa hậu
Lạm phát hoa hậu hay loạn hoa hậu, bội thực hoa hậu, là những cụm từ mô tả hiện tượng gia tăng quá mức số lượng các cuộc thi sắc đẹp và danh hiệu hoa hậu, á hậu được trao tặng trong một khoảng thời gian ngắn. Cụm từ này lần đầu tiên được định nghĩa trong một bài viết trên báo Dân trí: "Lạm phát hoa hậu là từ nhiều người dùng để chỉ sự xuất hiện ồ ạt của các người đẹp nhiều năm nay, với ước tính trung bình mỗi năm có 30 cuộc thi các cấp độ khác nhau."
Nhiều nhà báo cho rằng hiện tượng khiến cho ý nghĩa thực sự của sắc đẹp và tài năng trở nên mờ nhạt. Với việc trao giải tràn lan, nhiều cuộc thi đã biến sắc đẹp thành một "sàn" thương mại, làm giảm đi giá trị thực sự của người phụ nữ. Công chúng ngày càng khó đặt niềm tin vào các cuộc thi này, khi mà quá nhiều "hoa hậu" được tôn vinh nhưng không có đóng góp đáng kể gì cho xã hội, cộng đồng.
Đài Phát thanh và Truyền hình Hà Nội và báo Phụ nữ Việt Nam cho rằng ba cuộc thi sắc đẹp được tổ chức lâu năm và có thương hiệu, đi kèm với sự uy tín và chất lượng, được công chúng biết đến rộng rãi là Hoa hậu Việt Nam, Hoa hậu Hoàn vũ Việt Nam và Hoa hậu Thế giới Việt Nam.

## Lịch sử
Khác với những quốc gia phương Tây, tại Việt Nam, danh hiệu "hoa hậu" vốn được xem là danh hiệu cao quý và công chúng thường nhận định rằng mục đích của các cuộc thi hoa hậu là tốt đẹp: "Trước hết là nhằm tôn vinh vẻ đẹp và tài năng của phụ nữ, và người chiến thắng thường trở thành biểu tượng cho sắc đẹp và văn hóa của quốc gia, thậm chí là người truyền cảm hứng cho phụ nữ tự tin trong cuộc sống, phấn đấu vươn lên. Bên cạnh đó còn góp phần thúc đẩy các hoạt động xã hội, từ thiện và cuối cùng là giải trí và văn hóa".
Trước 2007, ở Việt Nam chỉ tồn tại một cuộc thi sắc đẹp chính thống dành cho nữ giới là Hoa hậu Việt Nam do báo Tiền Phong tổ chức, người chiến thắng có thể giành quyền đại diện Việt Nam dự thi quốc tế. Sau thành công của hoa hậu Mai Phương Thúy trở về từ Hoa hậu Thế giới 2006, Bộ Văn hóa, Thể thao và Du lịch đã xóa bỏ độc quyền tổ chức thi hoa hậu của Tiền Phong theo Quyết định 37 khiến các đơn vị tư nhân khác bắt đầu tổ chức thêm nhiều cuộc thi sắc đẹp mang danh "hoa hậu" mới, việc này dẫn đến tình trạng "loạn hoa hậu". Nhiều đơn vị đứng ra tổ chức thi hoa hậu coi đây là dịp để quảng bá thương hiệu cho công ty, tập đoàn của họ chứ không phải tôn vinh vẻ đẹp của cô gái đăng quang như Quyết định 37, báo Zing News mô tả "Sự chung chung, không rõ ràng trong qui định, khiến cho cuộc thi bị lợi dụng thành một cuộc "làm ăn"".
–Thạc sĩ nghệ thuật Nguyễn Thị Minh Thái
Năm 2008, để giải quyết vấn đề này, Bộ Văn hóa, Thể thao và Du lịch ban hành Quyết định 87 thay thế cho Quyết định 37. Theo đó, một năm sẽ chỉ cấp phép cho hai cuộc thi hoa hậu được tổ chức, một cuộc thi chỉ được tổ chức hai năm một lần. Năm 2009 là năm đầu tiên sau khi Quyết định 87 có hiệu lực, chỉ có một cuộc thi sắc đẹp được cấp phép tổ chức là Hoa hậu Quý bà Việt Nam. Việc chỉ có duy nhất cuộc thi hoa hậu trong năm đã khiến nhiều người cho rằng Bộ VH-TT-DL đã chuyển từ "loạn" sang "siết" quá chặt, mà cả hai thái cực này đều không tốt.

Đến năm 2020, Nghị định 144 của Chính phủ quy định về hoạt động nghệ thuật biểu diễn chính thức có hiệu lực. Một trong những điểm mới của nghị định là lần đầu tiên, việc tổ chức các cuộc thi sắc đẹp sẽ do Ủy ban nhân dân tỉnh, thành phố chấp thuận, không cần phải xin cấp phép của Cục Nghệ thuật biểu diễn như trước đó, đồng thời không còn giới hạn số lượng các cuộc thi hoa hậu, hoa khôi, người mẫu trong 1 năm. Điều này khiến làn sóng tổ chức các cuộc thi hoa hậu diễn ra còn mạnh hơn năm 2007 sau những thành công mới về danh tiếng của Phạm Hương, H'Hen Niê, Nguyễn Phương Khánh, Nguyễn Thúc Thùy Tiên, được báo giới và công chúng mô tả là "bội thực hoa hậu", "lạm phát hoa hậu" hay "hoa hậu cũ chưa qua, hoa hậu mới đã tới". Trong một bài viết về tình trạng này, báo Đại Đoàn Kết đưa ra một thống kê:
Được biết, năm 2022, toàn quốc có khoảng 25 cuộc thi người đẹp, người mẫu được tổ chức. Địa phương có nhiều cuộc thi nhất (12/25 cuộc thi, chiếm 48%) là Đà Nẵng, trong đó, có 8 cuộc thi được điều chỉnh thời gian từ năm 2021 do tình hình dịch bệnh. "Như vậy, nếu tính riêng trong năm nay, chỉ có 13 cuộc thi được đăng ký mới".
Với những số liệu được đưa ra, Phó Cục trưởng Cục Nghệ thuật biểu diễn khẳng định "các cuộc thi tổ chức như vậy không phải là nhiều". Tuy nhiên, dư luận chung cho rằng đã và đang có quá nhiều cuộc thi hoa hậu, khiến "bội thực" và "loạn người đẹp". Tất cả các cuộc thi, dù được phép hay "thi chui" thì cũng đều được tổ chức rình rang, hào nhoáng với nhiều chiêu thức PR, khiến cho người ta không còn nhớ đâu là hoa hậu tầm cỡ nào, mà người đẹp nào đứng đầu cuộc thi thì cũng đều là hoa hậu cả.

Nguyên Thứ trưởng Bộ Văn hóa, Thể thao và Du lịch Lê Tiến Thọ cho rằng:
Để trả lại thương hiệu cũng như nâng cao chất lượng các cuộc thi sắc đẹp hiện nay phải chăng chúng ta cần phải xiết chặt hơn các cuộc thi sắc đẹp. Để giảm tải tình trạng “loạn” hoa hậu, người đẹp, vì vậy, nên chăng cơ quan chức năng cần phải có những quy định cụ thể về từng cuộc thi, gắn trách nhiệm với từng đơn vị cụ thể… như thế mới có thể kỳ vọng các cuộc thi hoa hậu hay sắc đẹp hiện nay tìm ra những hoa hậu, người đẹp thực sự xứng đáng.

## Nguyên nhân và đánh giá

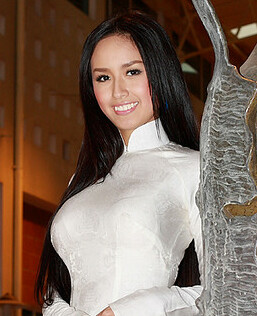
Sau thành công của Mai Phương Thúy trở về từ Hoa hậu Thế giới 2006, Bộ Văn hóa, Thể thao và Du lịch đã xóa bỏ độc quyền tổ chức thi hoa hậu của báo Tiền Phong

Một trong những nguyên nhân dẫn đến tình trạng này là sự thương mại hóa của các cuộc thi sắc đẹp. Các doanh nghiệp, tổ chức sử dụng cuộc thi để quảng bá sản phẩm, thương hiệu của mình, khiến cho tiêu chí đánh giá sắc đẹp không còn chuẩn mực và khách quan. Không ít người tham gia cuộc thi chỉ với mục đích tìm kiếm sự nổi tiếng hoặc mở rộng cơ hội nghề nghiệp, thay vì thực sự tôn vinh sắc đẹp và trí tuệ.

Năm 2007, viết cho báo Người Lao Động, tác giả Yến Anh đánh giá:
Mỗi năm trên dưới 10 cuộc thi sắc đẹp được tổ chức đã khiến nhiều người đặt câu hỏi: Liệu có đủ người đẹp để tham dự tất cả các cuộc thi? Câu trả lời là không. [...] Thế nhưng, chưa nhìn thấy tính đa dạng của các cuộc thi thì người ta đã gặp ngay sự luộm thuộm, thậm chí chụp giật trong khâu tổ chức.
Tác giả Thảo Dung từ báo Công an nhân dân đưa ra lời đánh giá khi đứng ở góc độ một nhà đầu tư. Cô cho rằng việc ngày càng nhiều doanh nghiệp không ngại rút hầu bao tài trợ hoặc đứng ra kêu gọi tổ chức các cuộc thi nhan sắc phù hợp với xu thế của thị trường, đáp ứng quy luật cung – cầu hiện có. Bởi đằng sau các cuộc thi là những "thương vụ bạc tỷ" với hàng loạt khoản lợi nhuận cho nhà tổ chức. Nhiều người cũng lo ngại rằng nếu tiếp tục "cởi trói" như hiện nay, nỗi lo "loạn hoa hậu" sẽ còn kéo dài mà không có hồi kết.
Á hậu 2 Hoa hậu Việt Nam 2008 Nguyễn Thụy Vân cho rằng tổ chức nhiều mà chất thì không sao nhưng nhiều mà không chất lượng, lại mua danh bán giải thì là câu chuyện đáng nói. Các bạn trẻ cần thấy được sự khó khăn để vươn tới được vinh quang chứ không phải mua danh bán giải và sau đó có những hệ lụy không tốt, ảnh hưởng tới giới trẻ. Khi nhiều người mong danh hiệu để đổi đời, nhiều tổ chức muốn có thêm cuộc thi để thu lợi thì chắc chắn các cuộc thi sẽ vẫn còn diễn ra bát nháo và lộn xộn.

Nguyên Thứ trưởng Bộ Văn hóa, Thể thao và Du lịch Lê Tiến Thọ đã từng khẳng định:
Một số cuộc thi hoa hậu được tổ chức là một hình thức làm kinh tế khi ban tổ chức kêu gọi doanh nghiệp, công ty quảng cáo để kiếm tiền, không chú trọng đến chất lượng cuộc thi, nếu lạm dụng sẽ dẫn đến những hệ lụy khôn lường. Một khi những cuộc thi sắc đẹp được tổ chức chỉ để đáp ứng quy luật cung - cầu như một số người nhận định thì rõ ràng cuộc thi đã bị biến tướng và trở thành hoạt động thương mại chứ không chỉ là hoạt động văn hóa thông thường.

## Hậu quả và tranh cãi

### Bê bối của hoa hậu
Vì tổ chức quá nhiều, nhiều hoa hậu, á hậu ra đời nhưng chỉ một số ít được dư luận chú ý, hoặc có hoạt động tích cực sau đăng quang. Còn phần lớn nhanh chóng rơi vào quên lãng do ban tổ chức thiếu chuyên nghiệp hoặc vướng phải những ồn ào, thị phi. Dù diễn ra sôi động nhưng các cuộc thi hoa hậu cũng đối mặt với loạt ồn ào:
- Hoa hậu Thế giới Việt Nam 2023 Huỳnh Trần Ý Nhi ngay sau khi đăng quang đã vướng vô số thị phi dẫn đến phải từ bỏ giới giải trí, ra nước ngoài du học.[22]
- Tại Miss Universe Vietnam 2023, người giành vương miện là Bùi Quỳnh Hoa. Sau đăng quang, người đẹp bị lật lại nhiều video, hình ảnh sử dụng bóng cười; phát ngôn không chuẩn mực trên mạng xã hội. Ngoài ra, Bùi Quỳnh Hoa còn bị tố mua giải. Khán giả yêu cầu cô trả vương miện. Sự việc nghiêm trọng đến mức tổ chức Hoa hậu Hoàn vũ phải yêu cầu ban tổ chức Miss Universe Vietnam 2023 tìm hiểu vụ việc. Tuy nhiên, kết luận cuối cùng cho rằng kết quả minh bạch cũng không thuyết phục công chúng.[22]
- Hoa hậu Hòa bình Việt Nam 2023 Lê Hoàng Phương bị một bệnh viện thẩm mỹ kiện đòi bồi thường 10 tỷ đồng vì vi phạm nghĩa vụ hợp đồng về việc quảng cáo hình ảnh. Theo đơn kiện, Lê Hoàng Phương là người có quyền, nghĩa vụ liên quan. Phía công ty quản lý của người đẹp xác nhận vụ việc và sẵn sàng phối hợp với cơ quan chức năng.[22]
- Sau khi đăng quang Miss Universe Vietnam 2024, Nguyễn Cao Kỳ Duyên vấp phải nhiều tranh cãi xoay quanh vấn đề học vấn. Theo đó, một số nguồn tin lan truyền về việc cô chưa tốt nghiệp Trường Đại học Ngoại thương do bảo lưu quá thời hạn.[23] Các hoa hậu Bùi Quỳnh Hoa, Nguyễn Trần Khánh Vân, Nguyễn Huỳnh Kim Duyên, Nguyễn Thị Ngọc Châu cũng từng dính tranh cãi liên quan đến vấn đề bị buộc thôi học.[24]

### Tính giải trí
Tác giả Bùi Minh Đức cho rằng không riêng Việt Nam mà các cuộc thi hoa hậu trên toàn thế giới đều mang tính giải trí trong một chừng mực nhất định. Nhưng những năm gần đây, hành trình tìm kiếm hoa hậu, á hậu qua nhiều cuộc thi cho thấy sự tập trung vào tính giải trí hơn là đi tìm những người phụ nữ hội tụ đầy đủ tài sắc, có những cuộc thi chuyển hóa thành chương trình truyền hình thực tế để khán giả có thể quan sát nhất cử nhất động của các thí sinh trong chương trình. Một điều thường thấy trong các trò chơi truyền hình là việc chương trình thường nhấn mạnh vào tính tranh đấu, giành giật của người tham gia, và ở những chương trình truyền hình thực tế về hoa hậu, người xem cũng có thể thấy rõ điều này. Tác giả tự đặt câu hỏi và đưa ra đánh giá:
Với những gameshow thực tế kịch tính như vậy, khán giả sẽ nhìn thấy những giá trị người ta thường tôn vinh ở phụ nữ hay xem cách thí sinh "đấu đá" nhau ra sao? Liệu đó có phải điều nên có ở các cuộc thi hoa hậu? Người xem, đặc biệt là các bạn trẻ sẽ học được điều gì?
Một thực tế phải chấp nhận rằng, dù công chúng kêu ca nhiều về chuyện "lạm phát" hoa hậu đã nhiều năm nay, nhưng các cuộc thi vẫn diễn ra với xu hướng ngày càng nhiều hơn, trong đó có những cuộc thi thực tế đã trở thành gameshow. Ban tổ chức các cuộc thi sắc đẹp đều khẳng định rằng họ thực hiện đúng quy định hiện hành. Các thí sinh đều có quyền tham gia bất cứ cuộc thi hợp pháp nào và có quyền tự hào về danh hiệu được trao. Vậy thì chúng ta có gì để nói? Phải chăng khi các cuộc thi hoa hậu ngày càng thay đổi, chúng ta cũng cần thay đổi cách nhìn về những cuộc thi này.

Xem các cuộc thi sắc đẹp như các sân chơi giải trí đơn thuần, như những cuộc thi tìm kiếm người mẫu hay ca sĩ, phải chăng khán giả sẽ bớt cảm giác lấn cấn khi một năm có hàng chục cuộc thi được tổ chức, vì mỗi năm cũng có hàng chục gameshow giải trí khác xuất hiện trên truyền hình.

### Tranh chấp tên gọi
Cùng với việc bùng nổ các cuộc thi hoa hậu ở Việt Nam, nhiều cuộc thi nhan sắc ở Việt Nam xảy ra tình trạng tranh chấp bản quyền tên gọi, trùng lặp danh xưng.
Năm 2023, Unicorp - đơn vị sở hữu và tổ chức cuộc thi Hoa hậu Hoàn vũ Việt Nam nhằm tìm kiếm đại diện Việt Nam tham gia Hoa hậu Hoàn vũ - thông báo ngưng hợp tác nhượng quyền với Hoa hậu Hoàn vũ, khởi động mùa mới và thông báo tên gọi quốc tế mới là Miss Cosmo Vietnam thay vì Miss Universe Vietnam như trước đây. Trong khi đó, bản quyền Hoa hậu Hoàn vũ tại Việt Nam đã được sang nhượng cho công ty khác. Sở dĩ có việc này là do vấn đề bản quyền cuộc thi giữa các công ty. Vào tháng 2, công ty JKN (Thái Lan) cho rằng họ là chủ sở hữu hợp pháp danh hiệu Miss Universe Vietnam – Hoa hậu Hoàn vũ Việt Nam và công ty Unicorp (Việt Nam) không có quyền sử dụng tên gọi này. Trong khi đó, Unicorp khẳng định Hoa hậu Hoàn vũ Việt Nam là cuộc thi độc lập được cấp phép 15 năm qua. Tên gọi này không thuộc phạm vi bảo hộ và sở hữu của tổ chức JKN. Sau vụ tranh chấp, cả 2 cuộc thi – Hoa hậu Hoàn vũ Việt Nam 2023 và Miss Universe Vietnam 2023 – cùng tổ chức một thời điểm khiến nhiều khán giả nhầm lẫn.
Năm 2022, cuộc tranh giành tên gọi tiếng Việt "Hoa hậu Hòa bình Việt Nam" giữa công ty Sen Vàng và công ty Minh Khang từng gây tranh cãi lớn. Ban đầu, Minh Khang tổ chức cuộc thi "Hoa khôi Hòa bình Việt Nam" nhưng sau đó đổi tên thành Miss Peace Vietnam 2022 kèm tên tiếng Việt là Hoa hậu Hòa bình Việt Nam. Sau đó, vì tranh chấp tên gọi với Miss Grand Vietnam (cũng được gọi tên tiếng Việt là Hoa hậu Hòa bình Việt Nam) nên cuộc thi chỉ dùng tên tiếng Anh. Đối với vấn đề tranh chấp bản quyền tên gọi với công ty Minh Khang, phía công ty Sen Vàng cho rằng Sở Văn hóa và Thể thao TP.HCM đã cấp phép tổ chức cuộc thi năm 2022 và 2023 theo đúng quy định của Nghị định 144 ban hành. Mặc dù vậy, hồi tháng 3, phía Minh Khang lại công bố kết luận giám định của Viện Khoa học sở hữu trí tuệ, khẳng định không có căn cứ Minh Khang sử dụng tên chương trình Hoa hậu Hòa bình Việt Nam là xâm phạm quyền của chủ sở hữu nhãn hiệu Hoa hậu Hòa bình Quốc tế "(Miss Grand International)" – cuộc thi "mẹ" của Miss Grand Vietnam do Sen Vàng tổ chức.
Nhiều khán giả cho rằng họ như rơi vào tình trạng "rối não" trước tên gọi tiếng Anh, tiếng Việt lẫn lộn của các cuộc thi hoa hậu hiện nay. Đó là chưa kể những tên gọi "na ná" nhau giữa các cuộc thi. Thí dụ, với cụm từ "du lịch", một loạt cuộc thi được cấp phép như: Hoa hậu Du lịch Việt Nam toàn cầu, Hoa hậu Du lịch Biển Việt Nam, Hoa hậu Du lịch Việt Nam, Hoa khôi Du lịch Việt Nam, Hoa hậu Du lịch Đà Nẵng... Hay như cụm từ "đại dương", "biển" cũng xuất hiện trong hàng loạt cuộc thi như: Hoa hậu Đại dương Việt Nam, Hoa hậu Biển Việt Nam, Hoa hậu Biển Việt Nam toàn cầu, Hoa hậu Biển môi trường...

### Tranh cãi việc đặt tên cuộc thi
Cuộc thi sắc đẹp quốc tế Miss Cosmo do Unicorp tổ chức lấy tên tiếng Việt là "Hoa hậu Hoàn vũ Quốc tế", điều này được cho là dễ gây nhầm lẫn với hai cuộc thi Hoa hậu Hoàn vũ (Miss Universe) và Hoa hậu Quốc tế (Miss International) nổi tiếng trước đó.
Ngay sau khi công bố hình hiệu và một số thông tin có liên quan cuộc thi mang tên "Hoa hậu Quốc gia Việt Nam", trong dư luận đã xuất hiện nhiều ý kiến, với câu hỏi: Từ lâu chúng ta đã có cuộc thi mang tên "Hoa hậu Việt Nam", nay lại xuất hiện thêm cuộc thi "Hoa hậu Quốc gia Việt Nam", vậy đâu mới là sự kiện mang tầm cỡ, tâm thế quốc gia? Đứng ở góc độ là chuyên gia ngôn ngữ học, PGS.TS Phạm Văn Tình, nguyên Tổng Thư ký Hội Ngôn ngữ học Việt Nam cho biết: "Cuộc thi mang tên Hoa hậu Việt Nam thì ai cũng hiểu đây là cuộc thi tầm quốc gia, của quốc gia; còn cuộc thi "Hoa hậu Quốc gia Việt Nam" là như muốn nhấn mạnh đến tầm ảnh hưởng, khẳng định về mình. Tuy nhiên, hai chữ "quốc gia" trong cuộc thi Hoa hậu Quốc gia Việt Nam là thừa, không cần thiết. Tôi có cảm tưởng BTC cuộc thi này muốn ám chỉ cuộc thi của mình là cao nhất, là đại diện cho Việt Nam. Cách đặt tên và cấp phép như vậy là chồng chéo, lộn xộn, khiến dư luận không biết đâu mà lần", PGS Phạm Văn Tình nói.
PGS.TS Bùi Hoài Sơn, Ủy viên thường trực Ủy ban Văn hóa, Giáo dục của Quốc hội nhìn nhận:
Chúng ta đang quá nhiều các cuộc thi sắc đẹp nên thương hiệu là rất quan trọng. Có thể thấy, nhiều cuộc thi được đặt những cái tên rất kêu, rất mỹ miều nhằm thu hút sự quan tâm thí sinh và đơn vị tài trợ. Vì không có quy định nào cho việc đặt tên các cuộc thi hoa hậu, nên để tránh nhầm lẫn, cách tốt nhất là tự khẳng định thương hiệu của mình và đăng ký bản quyền sở hữu trí tuệ. Còn các cơ quan quản lý cũng cần đưa ra quy định cụ thể hơn nữa về vấn đề này để tránh những nhầm lẫn cho công chúng, trả lại môi trường trong lành cho các cuộc thi sắc đẹp

### Tranh cãi về đại diện thi quốc tế
Không chỉ là câu chuyện trùng lặp tên gọi, các cuộc thi nhan sắc ở Việt Nam hiện nay còn tồn tại tình trạng được báo chí mô tả là "giẫm chân, chồng chéo" khi cử đại diện thi quốc tế.